# .ki
Pour les articles homonymes, voir Ki.
.ki est le domaine de premier niveau national (country code top level domain : ccTLD) réservé aux Kiribati.